# Северная Песъю
Северная Песъю — река в России, течёт по территории Удорского района Республики Коми. Правый приток реки Южная Песъю.
Длина реки составляет 35 км.
Впадает в Южную Песъю на высоте 35 м над уровнем моря.

## Данные водного реестра
По данным государственного водного реестра России относится к Двинско-Печорскому бассейновому округу, водохозяйственный участок реки — Мезень от истока до водомерного поста у деревни Малонисогорская. Речной бассейн реки — Мезень.
Код объекта в государственном водном реестре — 03030000112103000043292.